# Hyles praenubila
Hyles praenubila är en fjärilsart som beskrevs av Schultz. 1907. Hyles praenubila ingår i släktet Hyles och familjen svärmare. Inga underarter finns listade i Catalogue of Life.